# Liste der Bodendenkmäler in Gars am Inn
Auf dieser Seite sind die Bodendenkmäler in dem oberbayerischen Markt Gars am Inn zusammengestellt. Diese Tabelle ist eine Teilliste der Liste der Bodendenkmäler in Bayern. Grundlage ist die Bayerische Denkmalliste, die auf Basis des Bayerischen Denkmalschutzgesetzes vom 1. Oktober 1973 erstmals erstellt wurde und seither durch das Bayerische Landesamt für Denkmalpflege geführt wird. Die folgenden Angaben ersetzen nicht die rechtsverbindliche Auskunft der Denkmalschutzbehörde.

## Bodendenkmäler in Gars am Inn
| Lage       | Objekt | Akten-Nr.     | Bild |
| ---------- | --- | ------------- | ---- |
| (Standort) | Burgstall des hohen und späten Mittelalters („Burg Megling“) sowie untertägige spätmittelalterliche und frühneuzeitliche Befunde im Bereich von Schloss Mödling („Stampfl-Schloss“) mit abgegangenen Wirtschaftsgebäuden.                                                            | D-1-7839-0012 |      |
| (Standort) | Siedlung der Hallstattzeit sowie Grabenwerk der Hallstattzeit oder des frühen Mittelalters. | D-1-7839-0013 |      |
| (Standort) | Grabhügel vorgeschichtlicher Zeitstellung. | D-1-7839-0014 |      |
| (Standort) | Wasserburgstall des späten Mittelalters und der frühen Neuzeit („Schloss Hampersberg“) mit zugehörigem Wirtschaftshof. | D-1-7839-0038 |      |
| (Standort) | Grabhügel vorgeschichtlicher Zeitstellung. | D-1-7839-0059 |      |
| (Standort) | Untertägige mittelalterliche und frühneuzeitliche Siedlungsteile der historischen Marktsiedlung Gars am Inn mit ehemaligem Stapelplatz und Schiffslände. | D-1-7839-0060 |      |
| (Standort) | Untertägige mittelalterliche und frühneuzeitliche Befunde im Bereich des ehemaligen Augustinerchorherrenstifts Gars am Inn und seiner Vorgängerbauten mit der katholischen Pfarr- und Klosterkirche Mariä Himmelfahrt und St. Radegundis, Wirtschaftshof und barocken Gartenanlagen. | D-1-7839-0061 |      |
| (Standort) | Untertägige mittelalterliche und frühneuzeitliche Befunde im Bereich der katholischen Filialkirche St. Andreas in Thal. | D-1-7839-0065 |      |
| (Standort) | Untertägige spätmittelalterliche und frühneuzeitliche Befunde im Bereich der katholischen Filialkirche St. Aegidius in Lengmoos | D-1-7839-0067 |      |
| (Standort) | Untertägige mittelalterliche und frühneuzeitliche Befunde im Bereich des ehemaligen Augustinerchorherrenstifts Au am Inn und seiner Vorgängerbauten mit der katholischen Pfarr- und Klosterkirche Mariä Himmelfahrt, ehemaligen Wirtschaftsgebäuden und barocken Gartenanlagen.      | D-1-7839-0068 |      |
| (Standort) | Untertägige spätmittelalterliche und frühneuzeitliche Befunde im Bereich der katholischen Filialkirche St. Peter in Berg und ihres Vorgängerbaus. | D-1-7839-0074 |      |
| (Standort) | Burgstall des hohen Mittelalters („castrum Gars“). | D-1-7839-0129 |      |
| (Standort) | Grabhügel mit Bestattungen der Hallstattzeit. | D-1-7840-0009 |      |
| (Standort) | Körpergräber des frühen Mittelalters. | D-1-7840-0010 |      |
| (Standort) | Siedlung vor- und frühgeschichtlicher Zeitstellung. | D-1-7840-0034 |      |
| (Standort) | Obertägige und untertägige Teile des Konzentrationslagers „Mittergars“ (1944–1945). | D-1-7840-0166 |      |
| (Standort) | Hofwüstung des Mittelalters und der frühen Neuzeit („Krücklham“). | D-1-7840-0178 |      |